# Ildefons z Toleda
Svatý Ildefons z Toleda (607, Toledo – 667, Toledo) byl v letech 657–667 toledským arcibiskupem, je uctíván jako svatý a řazen mezi církevní otce. Pro svou úctu k Panně Marii je nazýván i „kaplanem Panny Marie“.